# Kostenik
Kostenik (cyr. Костеник) – wieś w Bośni i Hercegowinie, w Republice Serbskiej, w gminie Novo Goražde. W 2013 roku liczyła 12 mieszkańców.